# Asynapta indica
Asynapta indica är en tvåvingeart som först beskrevs av Grover 1964.  Asynapta indica ingår i släktet Asynapta och familjen gallmyggor. Inga underarter finns listade i Catalogue of Life.